# Lena Baker
Lena Baker (Cuthbert, 8 giugno 1900 – Reidsville, 5 marzo 1945) fu una cameriera afroamericana, condannata per l'omicidio volontario del suo datore di lavoro bianco, Ernest Knight, e giustiziata nel 1945. Baker fu l'unica donna in Georgia ad essere giustiziata sulla sedia elettrica..
La condanna e l'esecuzione avvennero in un periodo di soppressione dei diritti civili dei cittadini neri nella Georgia da parte della società bianca dominante. Ai neri fu imposta la segregazione razziale giuridica e lo status di persone di seconda classe. Al momento del processo, un giornale locale riferì che la donna veniva trattata come una "schiava" da Knight e che lei gli sparò per legittima difesa nel corso di una colluttazione.
Nel 2005, sessanta anni dopo la sua esecuzione, lo stato della Georgia concesse alla Baker un pieno e incondizionato perdono. Nel 2001 fu pubblicata una sua biografia da cui venne tratto un film, The Lena Baker Story, che racconta le vicende della sua vita, del processo e dell'esecuzione.

## Biografia
Lena Baker nacque Cuthbert l'8 giugno 1900 da una famiglia di mezzadri e crebbe nella stessa cittadina. La sua famiglia, che comprendeva tre fratelli, si trasferì in un'altra località della contea quando era bambina. Da giovane, lei e i suoi fratelli lavorarono come braccianti agricoli; tagliavano il cotone per un contadino di nome J. A. Cox. Nel 1940 Baker era madre di tre figli e lavorava come domestica per sostenere la sua famiglia.
Nel 1944 iniziò a lavorare per Ernest Knight, un uomo bianco più anziano che si era rotto una gamba e che possedeva una macina. Dopo aver iniziato una relazione, la tenne imprigionata per giorni in semi-schiavitù. Al figlio e ai concittadini di Knight non piaceva il loro rapporto e cercarono di farlo finire minacciando la donna. Una notte i due ebbero una discussione, nel corso della quale Knight minacciò Baker con una sbarra di ferro. Mentre lei cercava di fuggire, lottarono e dalla pistola, in mano alla donna, partì un colpo che uccise l'uomo. Riferì immediatamente l'incidente e disse di aver agito per autodifesa.

### Processo ed esecuzione
Lena Baker venne accusata di omicidio volontario e processata il 14 agosto 1944. Il processo venne presieduto dal giudice William "Two Gun" Worrill, chiamato così per l'abitudine di tenere un paio di pistole in vista sul suo banco. Al suo processo, Baker testimoniò che Knight la costrinse ad andare con lui che la sera di sabato 29 aprile, che alla città non piaceva il loro rapporto e che lo sceriffo della contea la avvertì di stare lontano dall'uomo perché rischiavano di essere mandati in galera. Dichiarò che aveva paura degli abusi fisici dell'uomo e che l'aveva costretta ad avere una relazione. Suo figlio l'aveva anche picchiata in un'occasione, avvertendola di stare lontano da suo padre.
Era però il genitore ad avere il potere. Baker affermò di essere scappata dal datore di lavoro quella notte e di aver dormito nei boschi. Quando la mattina seguente tornò a Cuthbert, Knight la mise con le spalle al muro, chiudendola nel locale della macina. Quando l'uomo tornò, Baker gli disse che lo stava lasciando. Secondo Baker, egli estrasse la pistola dopo averla minacciata con una sbarra di ferro. Subito dopo la morte dell'uomo, riferì a J.A. Cox, coroner della contea e suo ex datore di lavoro.
La giuria, composta da soli uomini bianchi e dopo appena venti minuti di camera di consiglio, respinse la tesi dell'autodifesa e la ritenne colpevole di omicidio volontario alla fine del primo giorno del processo. Questo la condannò automaticamente a morte. La segregazione razziale legale imposta dal legislatore della Georgia impediva ai neri di far parte di una giuria. W. L. Ferguson, legale d'ufficio della donna, dopo aver presentato ricorso rinunciò alla sua difesa. Il governatore Ellis Arnall concesse a Baker una tregua di 60 giorni affinché il Board of Pardons and Parole (Commissione per la grazia e la libertà per buona condotta) potesse rivedere il caso, ma nel gennaio del 1945 le venne negata clemenza. Fu trasferita nella Georgia State Prison di Reidsville il 23 febbraio 1945.
Le ultime parole di Baker sulla sedia elettrica, il 5 marzo furono le seguenti:
Lena Baker fu sepolta in una tomba anonima dietro la Mount Vernon Baptist Church, nel cui coro aveva cantato.
Nel 1998 i membri della congregazione posero una semplice lapide sulla sua tomba. Quell'anno furono pubblicati due articoli sul suo caso. Nel 2001 lo Stato cessò le esecuzioni mediante sedia elettrica. Nel 2003, i discendenti della famiglia di Baker cominciarono a ricordare l'anniversario della sua morte e la festa della mamma sulla sua tomba. Quell'anno, Roosevelt Curry, pronipote di Baker, chiese un perdono ufficiale da parte dello Stato aiutato dal gruppo di avocazione carceraria "Prison and Jail Project". Nel 2005 il Comitato per la grazia concesse a Baker un perdono completo e incondizionato. I commentatori suggerirono che nel 1945, la Commissione avrebbe potuto abbassare l'imputazione di omicidio da volontario a preterintenzionale condannandola a circa quindici anni di carcere.

## Nella cultura di massa
Nel 2001, Lena Bond Phillips docente presso l'Andrews College, pubblicò una biografia, "The Lena Baker Story". Da quest'opera venne tratto un film con lo stesso titolo che venne pubblicato nel 2008 dopo che Baker ricevette il perdono postumo.